# Black kigyō

Une black kigyō (ブラック企業, burakku kigyō), aussi appelée black gaisha (ブラック会社), désigne au Japon une entreprise faisant travailler ses employés dans des conditions de travail dégradées, similaire à un atelier de misère. Alors que ce dernier terme est associé en particulier à la fabrication et le commerce de vêtements, au Japon, les black kigyō ne sont pas nécessairement associées à l'industrie du vêtement, mais plus souvent au travail de bureau.

## Origine du terme
Le terme black kigyō est inventé au début des années 2000 par de jeunes travailleurs de l'informatique, mais est depuis appliqué à diverses industries.

## Caractéristiques
Alors que les spécificités peuvent varier d'un lieu de travail à l'autre et d'une entreprise à l'autre, une black kigyō a pour habitude d'embaucher un grand nombre de jeunes employés et de les forcer à travailler de longues heures supplémentaires non rémunérées. Les conditions de travail sont mauvaises et les travailleurs sont soumis à des abus verbaux et au « harcèlement de pouvoir (en) » de leurs supérieurs. Pour faire rester les employés, les supérieurs des black kigyō abusent souvent de la réputation d'un ancien employé ayant démissionné.

## Cas notables
Mina Mori, 26 ans, employée de la chaîne de restaurant Watami se suicide en 2008, deux mois après son entrée dans l'entreprise. Sa famille dépose une plainte auprès du Bureau des normes du travail de Yokosuka pour demander la reconnaissance du suicide comme étant lié au travail. Cela lui est refusé mais en appel auprès de la préfecture de Kanagawa, il est conclu que la principale cause de son problème de santé mentale était le stress lié à son travail,. En décembre 2015, l'entreprise Watami conclu un règlement à l'amiable de 130 millions de yens avec la famille et son fondateur, Miki Watanabe (en), présente ses excuses.
La lutte contre les black kigyō est un argument de campagne de plusieurs politiciens japonais : la députée communiste Yoshiko Kira en fait en effet l'un de ses principaux combats lors de l'élection parlementaire de 2013.

## Dans les médias
La question des black kigyō a attiré l'attention au Japon. Le drama Black gaisha ni tsutometerundaga mō ore wa genkai kamo shirenai de 2009 a lieu dans une telle entreprise, et en 2012, le prix Black Corporations permet d’élire la « plus mauvaise entreprise de l'année, ».
Le DVD Black kigyō ni go-yōjin (« Méfiez-vous des black kigyō ») sort en 2013.
Le héros du manga ReLIFE travaille dans une black kigyō.
Dans le manga et l'anime Warau salesman (Commercial rieur), l'une des victimes a travaillé chez Black Corporation et a envisagé de se suicider avant de rencontrer le commercial rieur.